# محمد الرحمون
اللواء محمد خالد الرحمون (1 نيسان 1957 في خان شيخون) عسكري وسياسي سوري شغل منصب وزير الداخلية منذ 26 تشرين الثاني 2018 إلى 8 كانون الأول 2024 عندما دخلت قوات المعارضة دمشق وسقط نظام بشار الأسد وفرار قياداته.
تم وضعه على لائحة العقوبات الأمريكية لمشاركته في قمع الثورة ضد نظام بشار الأسد حين كان رئيسا لفرع المخابرات الجوية للمنطقة الجنوبية ومن ثم رئيساً لشعبة الأمن السياسي.

## حياته المهنية
انخرط في السلك العسكري، حيث تخرج من الكلية الحربية باختصاص دفاع جوي وتم فرزه إلى إدارة المخابرات الجوية.
وفي عام 2004 تولى رئاسة قسم المخابرات الجوية في درعا برتبة مقدم، ثم تدرج في الرتب العسكرية والمناصب الأمنية حتى تسلم رئاسة فرع المخابرات الجوية في المنطقة الجنوبية والكائن في مدينة حرستا، وهو الفرع مسؤول عن محافظات المنطقة الجنوبية برتبة عميد، وذلك عام 2011.
وفي 26 نوفمبر 2018, تم ترفيعه إلى رتبة لواء وعُيّن وزيرا للداخلية في حكومة عماد خميس خلفاً للواء محمد الشعار.
وعرف عنه قتله للمتظاهرين الابرياء وجرائمه ضد الشعب السوري الأعزل ومجازر بحق المدنيين في الغوطة الشرقية 
في 7 كانون الأول 2024 أثناء هجمات الثوار السوريين على دمشق، قلل الرحمون من أهمية التهديد الذي تتعرض له العاصمة بقوله: "هناك طوق أمني وعسكري قوي للغاية على أطراف دمشق وريفها، ولا أحد (...) يستطيع اختراق خط الدفاع هذا الذي نقيمه نحن القوات المسلحة". وفي اليوم التالي سقطت دمشق في أيدي قوات المعارضة وفر العديد من أعضاء المجلس العسكري الحاكم من المدينة. ولا يُعرف مكان وجود الرحمون الحالي.